# Place des Victoires
Pour les articles homonymes, voir Place des Victoires (homonymie).
La place des Victoires est une place de Paris dédiée lors de sa création à Louis XIV. Elle est située au cœur du centre historique de la capitale, à cheval sur les 1er et 2e arrondissements.
Troisième place Royale édifiée à Paris, après la place Dauphine et la place des Vosges, avant la place Vendôme et la place de la Concorde, elle est la première à être construite :
- autour d'une statue royale alors que place Dauphine la statue de Henri IV n'est pas au centre de la place et que place des Vosges la statue de Louis XIII n'a été érigée que 30 ans après la construction des maisons ;
- avec un ordre architectural, ici une belle ordonnance de pilastres ioniques, alors que les maisons des deux places précédentes sont d'allure plus simple, presque bourgeoise.

## Situation et accès
La place des Victoires est située à cheval sur les 1er et 2e arrondissements de Paris. Il s'agit d'une place circulaire, d'environ 80 m de diamètre.
En partant du nord, et dans le sens des aiguilles d'une montre, la place donne accès aux voies suivantes :
- nord : rue Vide-Gousset, la seule rue qui ne parte pas de la place dans l'axe de son rayon ;
- nord-est : rue d'Aboukir ;
- est-sud-est : rue Étienne-Marcel ;
- sud-sud-ouest : rue Croix-des-Petits-Champs ;
- sud-ouest : rue Catinat ;
- ouest-nord-ouest : rue La Feuillade.

## Origine du nom
La place est consacrée aux victoires militaires de Louis XIV, à l'extérieur face à la quadruple Alliance conclue par les traités de Nimègue, et à l'intérieur face à la minorité protestante, avec la révocation de l'édit de Nantes signée à Fontainebleau en 1685, un an avant l’inauguration de la place. Elle est située à proximité de la basilique Notre-Dame-des-Victoires, élevée à la suite d'un vœu de Louis XIII lors du siège de La Rochelle (1627-1628) pour écraser la place de sûreté protestante.
La rue de la Victoire, dans le 9e arrondissement, quant à elle, rend hommage à la campagne d’Italie du général Bonaparte.

## Historique

### Projet et création
Au début du XVIIe siècle, le quartier est occupé par des champs et des moulins et par les fortifications de l'enceinte de Charles V. Le cardinal de Richelieu fait détruire l'enceinte entre 1634 et 1639 pour la déplacer sur la ligne de nos Grands Boulevards et agrandir ses jardins du palais cardinal légué à sa mort à Louis XIII et devenu palais Royal. Un nouveau quartier est créé et des personnages importants construisent des hôtels : hôtel de la Vrillière, hôtel de Senneterre. En 1679, après la paix de Nimègue (1678), le maréchal de La Feuillade fait exécuter par Martin Desjardins une statue en marbre du Roi vêtu à l'antique qu'il offre à son maître, lequel la fait placer au centre de l'orangerie du château de Versailles où elle se trouve encore. En 1682, le maréchal commande au même sculpteur un groupe en bronze représentant le Roi revêtu du costume de sacre, couronné de lauriers par une Victoire et foulant aux pieds un cerbère symbole de ses ennemis. Au pied de la statue, quatre esclaves en bronze représentent l'Allemagne, le Piémont, l'Espagne et la Hollande. En 1683, le maréchal achète l'hôtel de Senneterre, très étendu et situé entre quatre rues, dont la démolition permet, avec quelques démolitions supplémentaires la construction de bâtiments formant une place autour d'une statue royale (place royale).

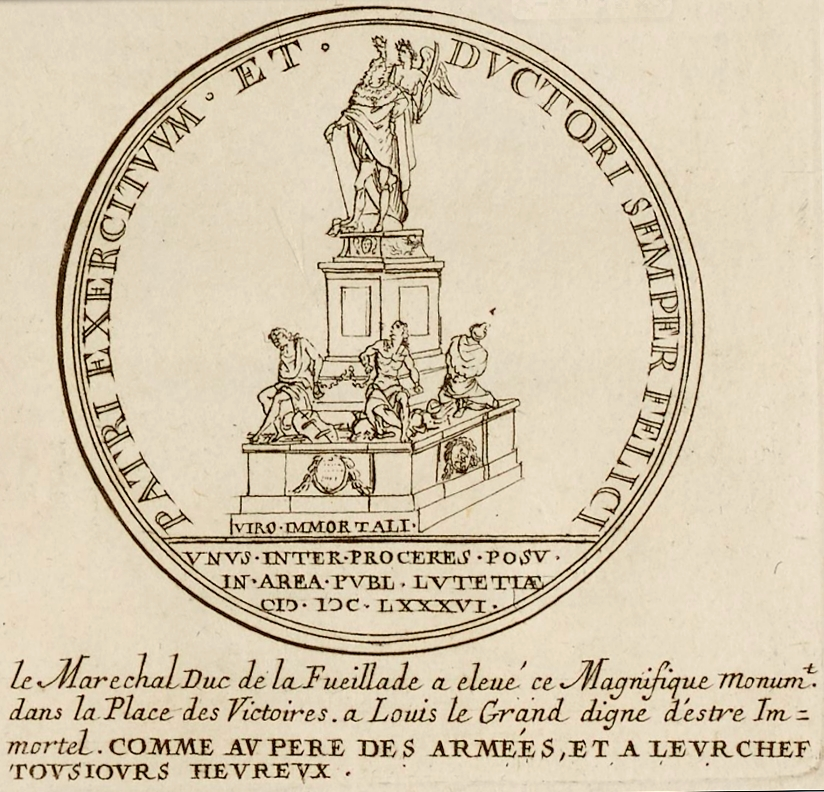
Médaille gravée pour l'inauguration de la place en 1686.

Le projet prend alors forme avec les Bâtiments du roi et, par arrêt de son conseil du 28 août 1683, la Ville de Paris ordonne la création d'une place pour poser la statue du Roi et les emprunts nécessaires pour l'expropriation des maisons et terrains nécessaires.
Les caractéristiques de la place sont consignées dans un arrêt du Conseil du Roi de 1685. Son urbanisme est confié à Jules Hardouin-Mansart. Le projet de l'architecte n'est cependant pas une place parfaitement circulaire. Sur un cinquième environ, le cercle était interrompu par la corde d'un arc, au milieu de laquelle aboutissait la rue des Fossés-Montmartre, actuelle rue d'Aboukir. Une voie de circulation empruntait cette quasi-tangente, formée par la rue Vide-Gousset et la rue du Reposoir. Deux autres rues aboutissaient à la place : la rue La Feuillade au nord-ouest et la rue Croix-des-Petits-Champs au sud-ouest. Aucune de ces trois rues n'étant dans le prolongement l'une de l'autre, toutes les perspectives aboutissaient à la statue du roi, dans un espace fermé par les constructions.
La place est inaugurée le 26 mars 1686 en grande pompe par le dauphin, le Roi étant souffrant. Un feu d'artifice est tiré pour l'occasion place de Grève.
Sous la Révolution, le conseil municipal fait détruire la statue le 13 août 1792. Les quatre esclaves en bronze au pied de la statue sont démontés et transportés au dépôt du Roule. La place est temporairement renommée « place des Victoires-Nationales ».

### Évolutions

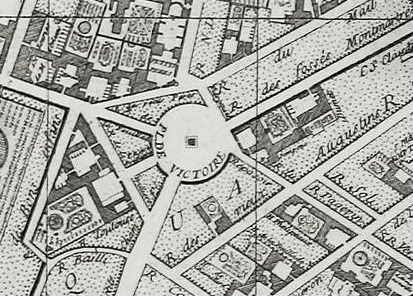
La place des Victoires en 1728.

La rue de la Vrillière (aujourd'hui rue Catinat) est ouverte dans l'axe de la rue des Fossés-Montmartre neuf ans plus tard, anéantissant le parti initial, pour mener à l'hôtel de la Vrillière (aujourd'hui hôtel de Toulouse).
L'ordonnancement des façades est alors strictement encadré : des arcades pleines au rez-de-chaussée, un étage noble particulièrement haut de plafond, un deuxième étage relié au premier par des pilastres ioniques, puis un troisième mansardé, dont l'amortissement des chiens-assis est alternativement semi-circulaire et horizontal. Les arcades ont aujourd'hui été remplacées par des boutiques, pour l'essentiel de prêt-à-porter de luxe.
Durant les Trois Glorieuses, la voie est le théâtre d'affrontement entre les insurgés et la troupe.
Le percement de la rue Étienne-Marcel au milieu du XIXe siècle modifie le plan de la place : elle est désormais traversée de part en part dans l'axe nord-ouest/sud-est et la rue du Reposoir ne prolonge plus la rue Vide-Gousset. Aucune symétrie ni logique géométrique ne régit plus le dessin de la place des Victoires. En 1946, un projet de réaménagement est présenté par R. Danis, mais il n'est pas été mis en œuvre.

## Monuments

### Monument central
De sa création à nos jours, le centre de la place accueille quatre monuments successifs, dont trois statues :
- 1686-1792 : statue de bronze en pied de Louis XIV ;
- 1792-1810 : pyramide en bois ;
- 1810-1822 : statue du général Desaix ;
- Depuis 1822 : statue équestre de Louis XIV.

#### Ancien Régime

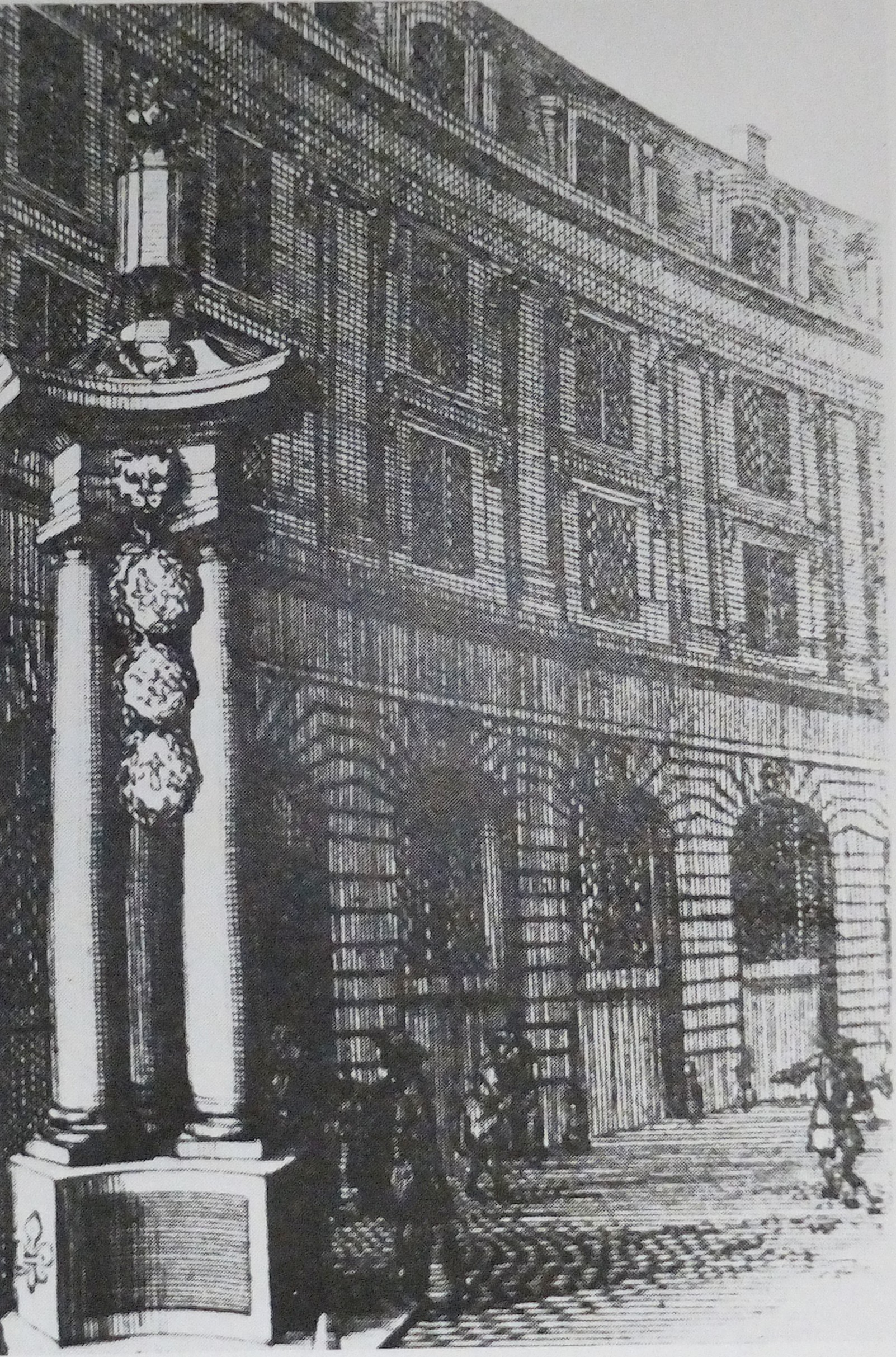
Un des quatre fanaux sur une gravure de 1686.

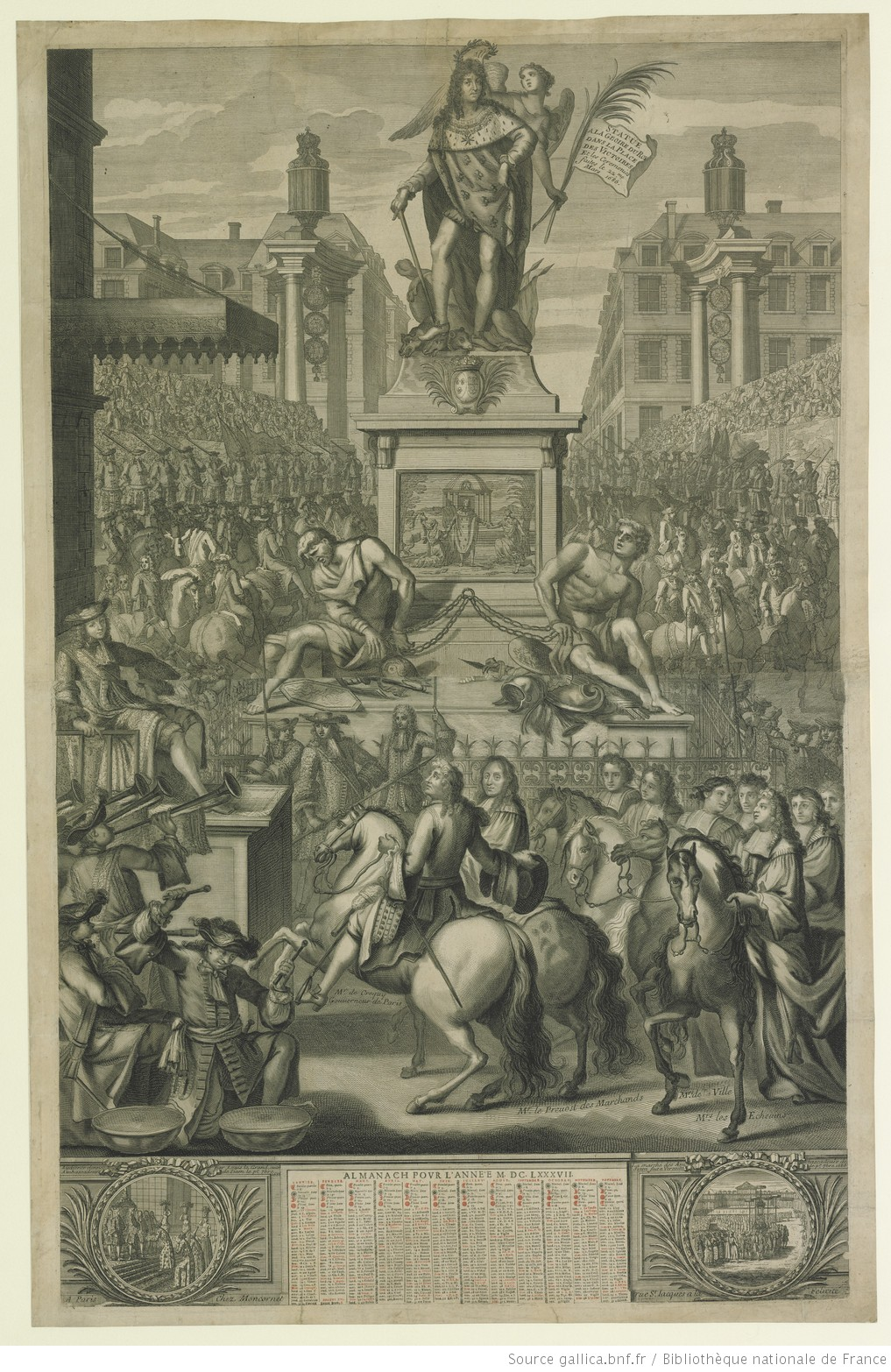
Cérémonie d'inauguration devant la statue en pied de Louis XIV, le 22 mars 1686.

La statue originelle est une réalisation du sculpteur Martin Desjardins et représente Louis XIV en pied. Le roi est figuré en costume de sacre, piétinant un cerbère, représentant la Quadruple Alliance vaincue. Son socle comporte quatre personnages en bronze, représentant allégoriquement chacun une nation vaincue par Louis XIV et un sentiment différent (la Résignation, l’Abattement, la Colère et l’Espérance), des bas-reliefs et des inscriptions dithyrambiques sur la gloire militaire du roi après la signature du traité de Nimègue. Ces éléments de décoration sont aujourd'hui exposés dans la cour Puget du musée du Louvre,. L'inauguration a eu lieu le 28 mars 1686 ; l'ensemble, piédestal compris, fait alors 12 m de haut.
Quatre fanaux, situés aux quatre « coins » de la place, permettent d'éclairer la nuit la statue. Les constructions sont formées de trois colonnes de marbre jaspé, sur un piédestal de marbre veiné, soutenant un gros fanal de marine posé sur un socle de marbre rouge. Entre les colonnes, six médaillons en bronze d'un diamètre de 77 cm sont suspendus. L'architecture est l'œuvre de Jérôme Derbais, Dezaige et Jesseaume, sur un dessin de Jean Bérain et les 24 médaillons du sculpteur Jean Arnould. Un arrêt de 1717 signale que s'y assemble toujours « quantité de savoyards et de libertins qui volent et pillent les marbres et dégradent les environs (...) et que les propriétaires et locataires des maisons voisines souffrent continuellement du bruit et des querelles ». En 1699 les fanaux sont éteints et en 1718 l'ensemble est démonté. On retrouve quatre des colonnes au maître-autel de la cathédrale de Sens. Les médaillons sont alors dispersés, seuls quelques-uns nous sont parvenus et sont aujourd'hui présentés au musée du Louvre.

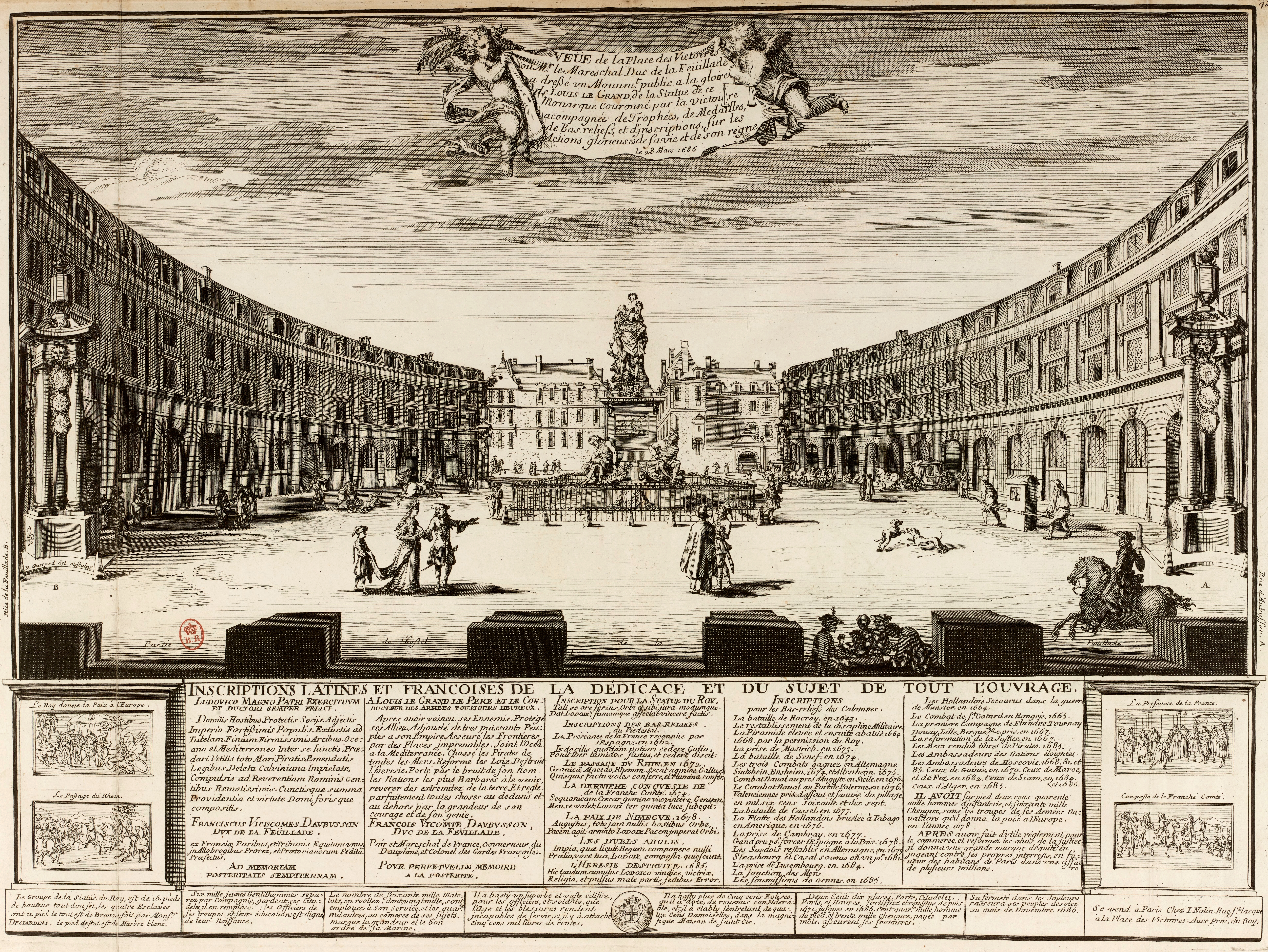
La place en 1686, gravure publiée par Claude-François Ménestrier en 1689.
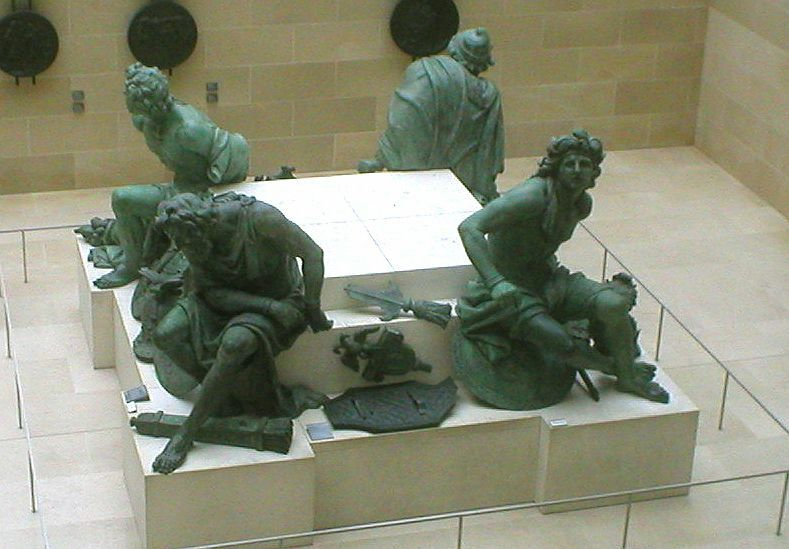
Les quatre esclaves en bronze, sauvés de la fonte en 1790, sont les seuls restes de la statue de Desjardins, aujourd'hui au Musée du Louvre.
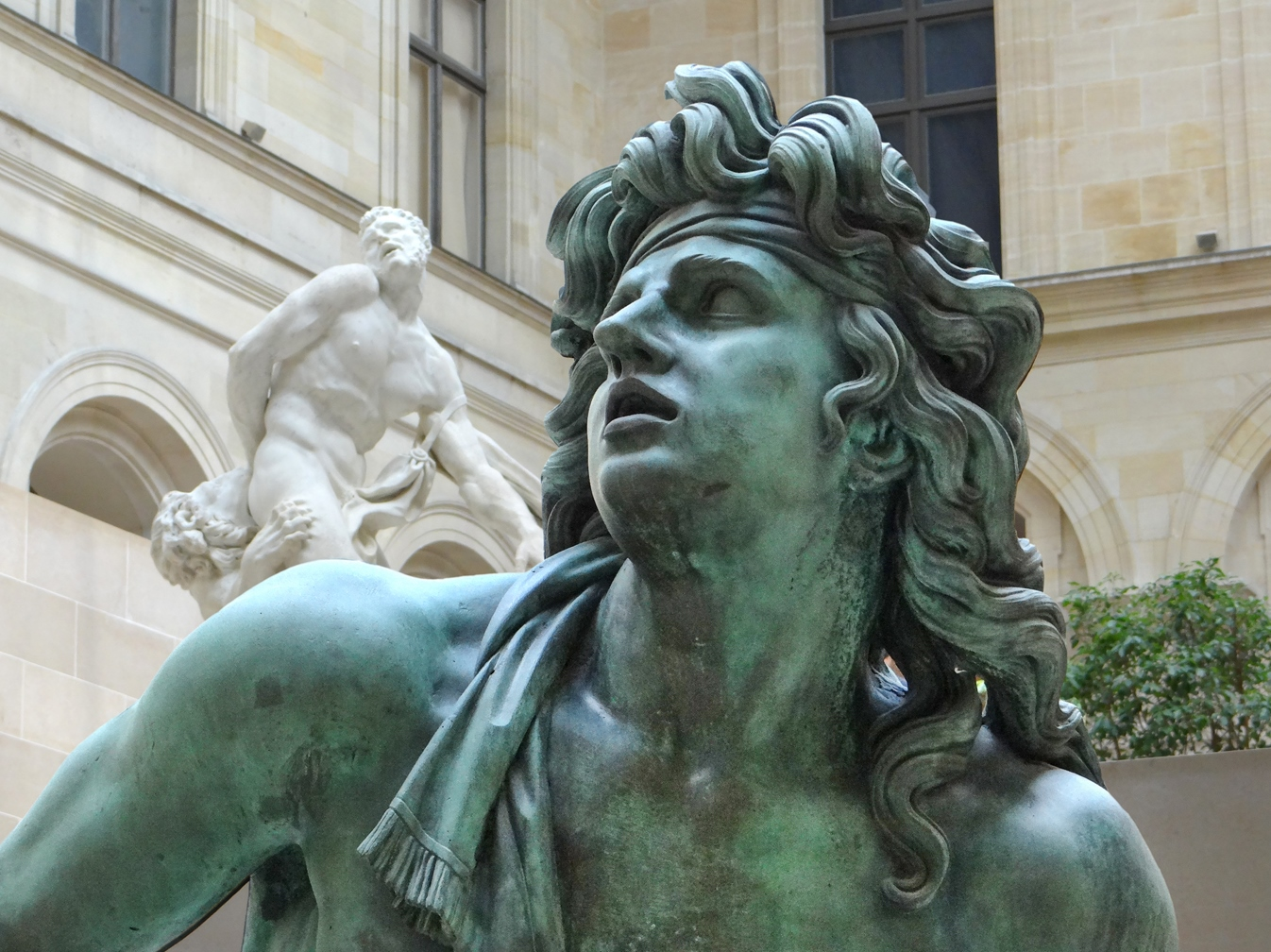
Buste d'un esclave (détail)
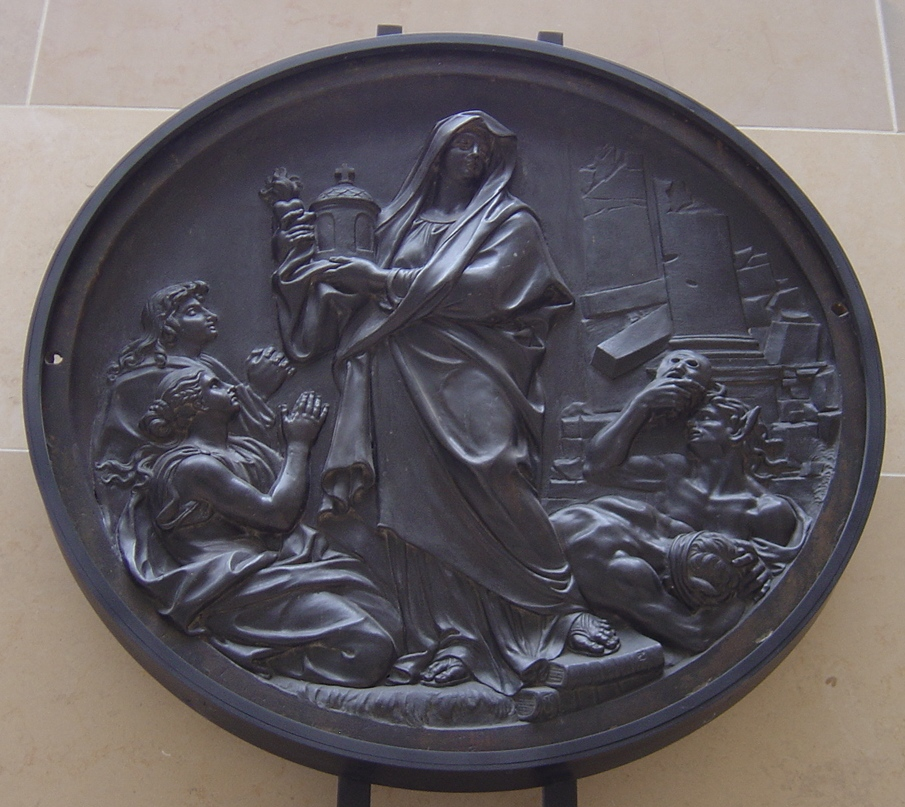
L'Hérésie détruite, médaillon commémorant la révocation de l'édit de Nantes.

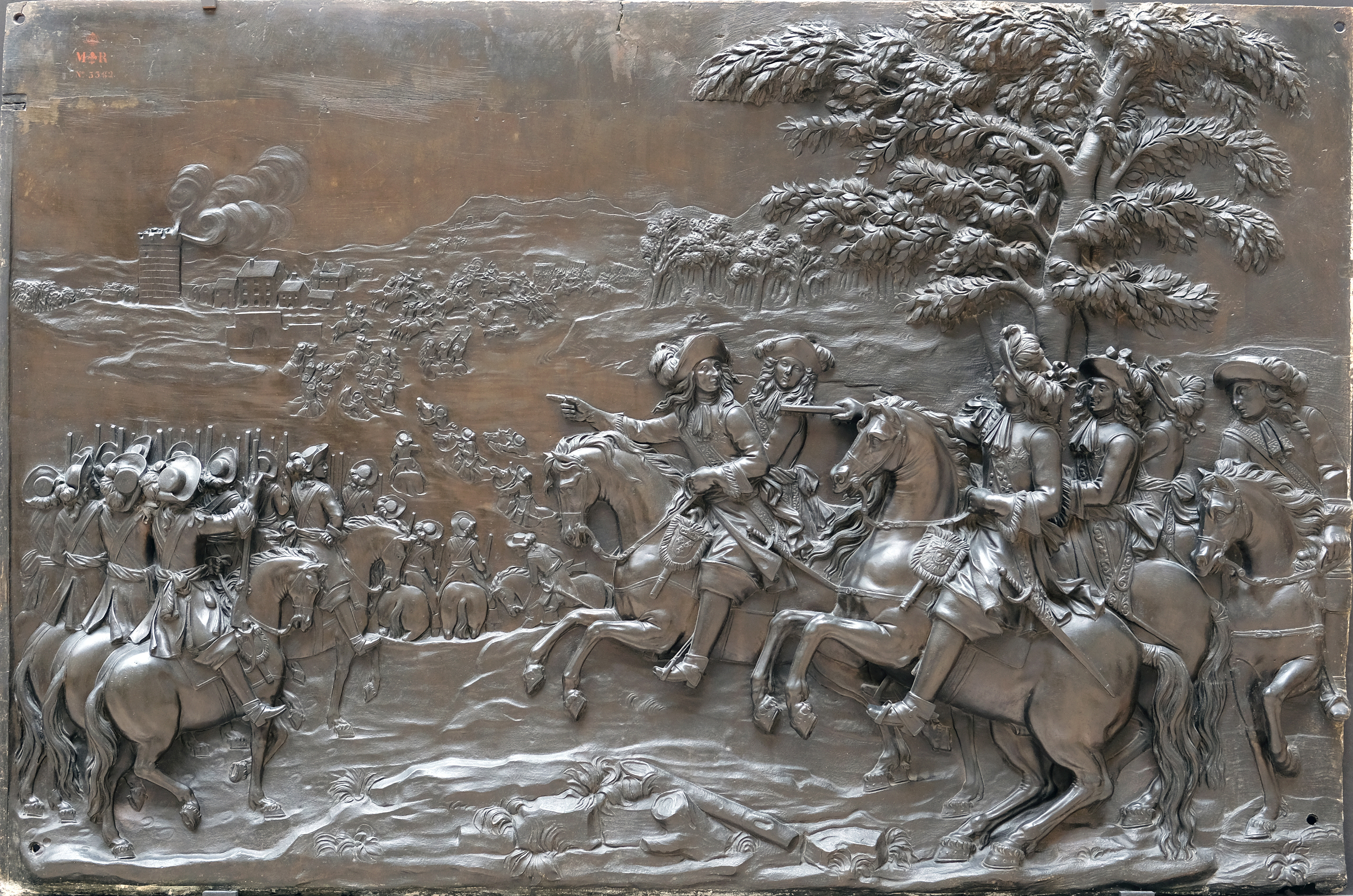
Le Passage du Rhin L'armée française défile devant Louis XIV et ses généraux et s'élance dans le Rhin sous le feu ennemi.
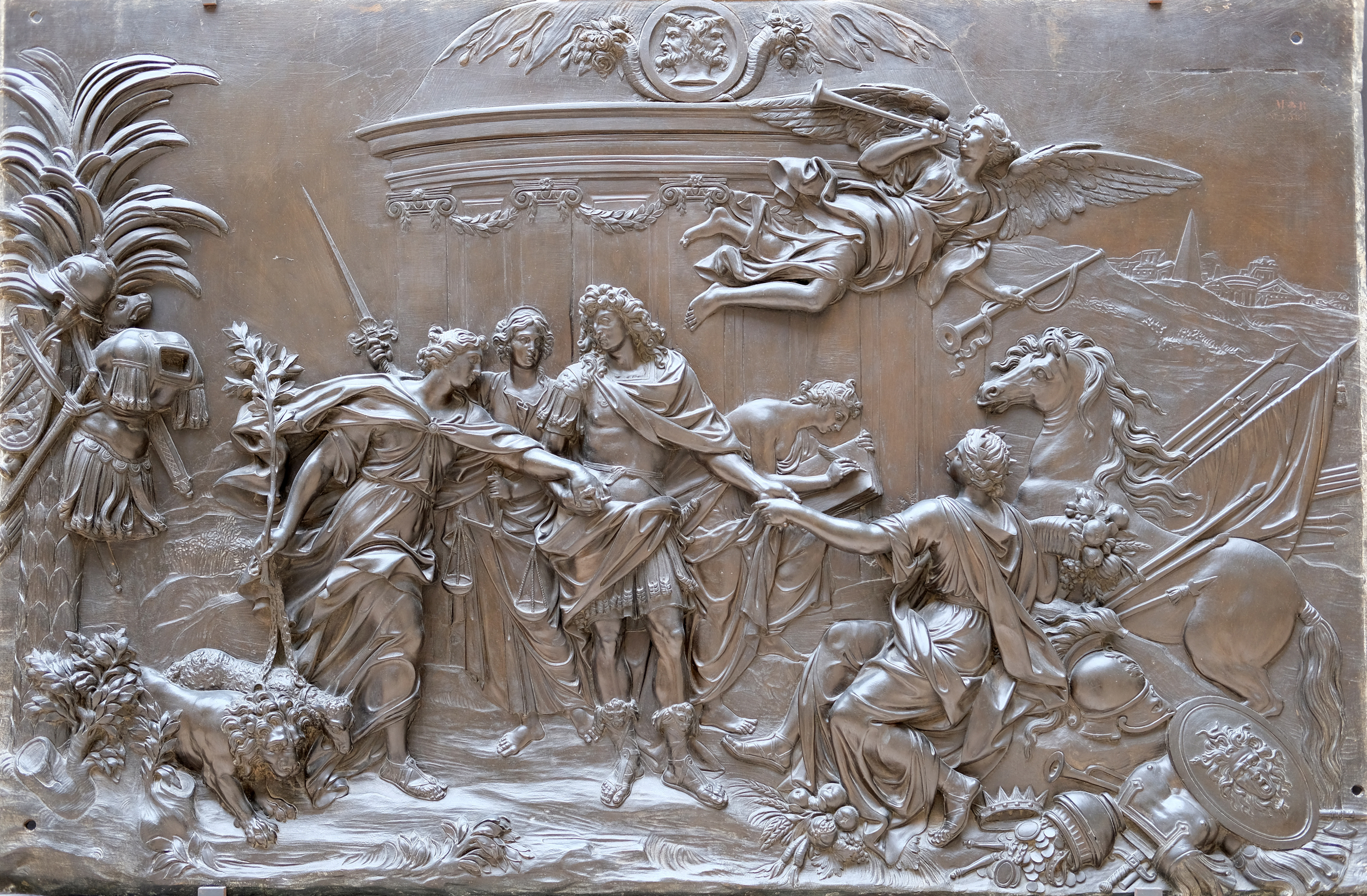
La Paix de Nimègue Le Roi amène par la main la Paix, qui tient un lion et un agneau, à l'Europe assise à côté d'un cheval, pendant que la Renommée sonne de la trompette.
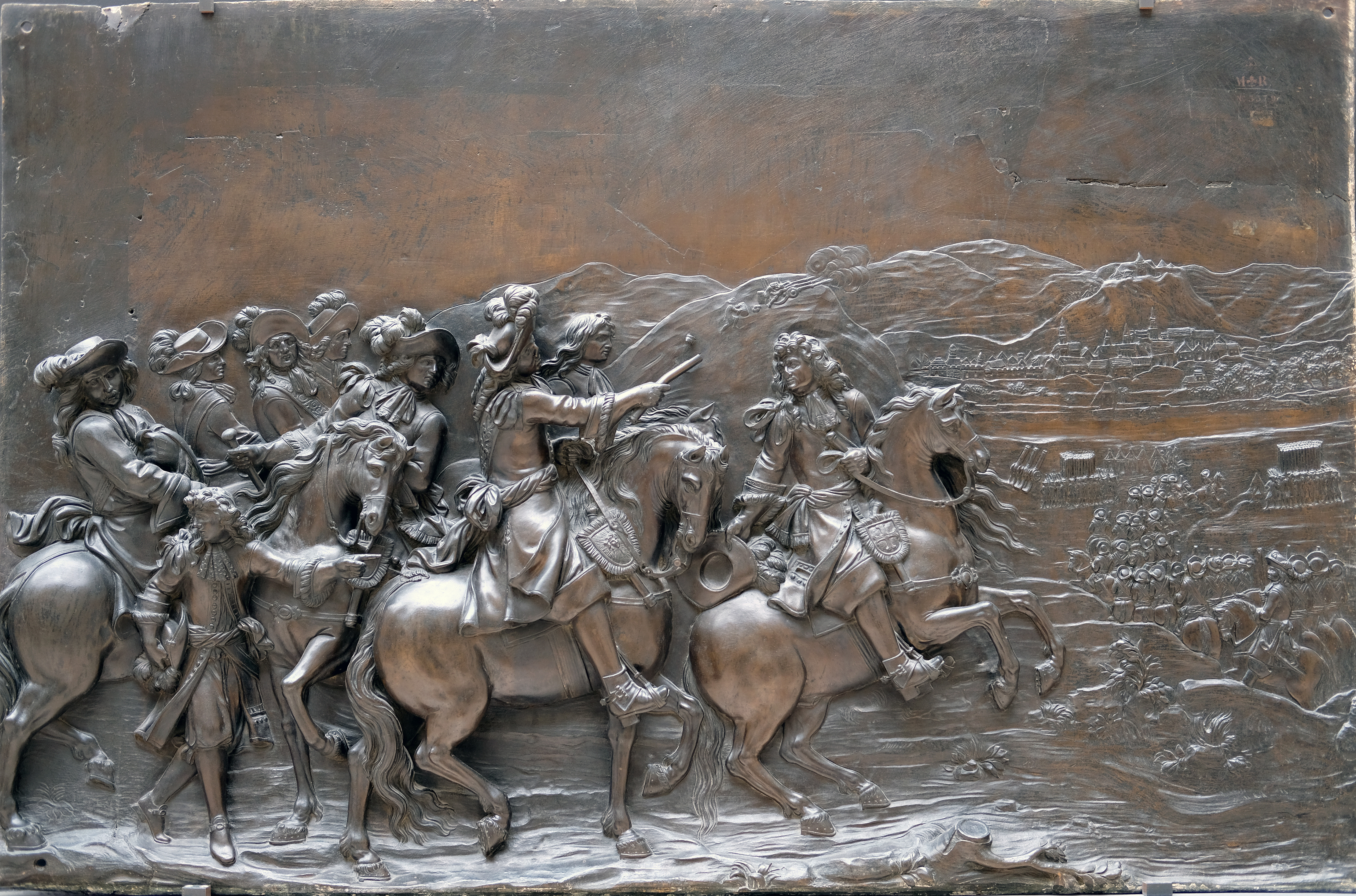
La Conquête de la Franche-Comté Le Roi et Vauban au siège de Besançon .

#### Révolution, Consulat et Empire

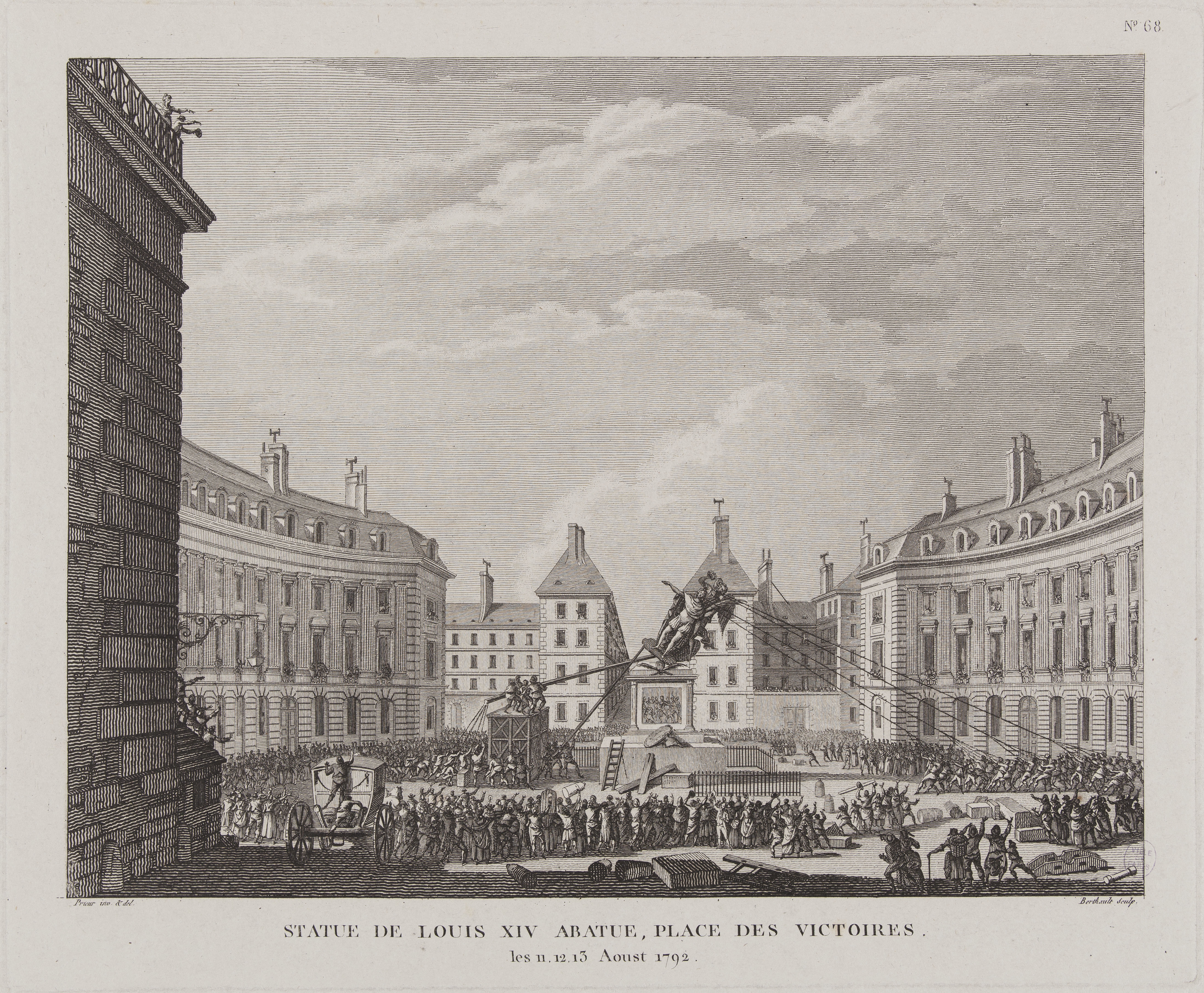
Le 11 août 1792, la statue de Louis XIV abattue par les révolutionnaires.

En 1790, l'Assemblée nationale fait enlever les quatre esclaves enchaînés au pied de la statue de Louis XIV, jugés « offensants pour les provinces réunies au Royaume ». Sauvées de la fonte, transportées au dépôt du Roule, ces quatre statues seront installées en 1804 aux angles de la façade de l'hôtel des Invalides, en 1962 au parc de Sceaux et aujourd'hui au musée du Louvre.
En 1792, la statue de Louis XIV est abattue par les révolutionnaires. Elle est fondue pour produire des canons et remplacée par une pyramide ou un obélisque en bois portant les noms des citoyens morts lors de la journée du 10 août 1792. En 1798 « la chaleur du soleil a[vait] desséché & déjoint les planches clouées qui form[ai]ent ce monument, & il tomb[ait] par morceaux », et il fut démoli en 1800. Selon la légende, Napoléon Ier donne le bois de la pyramide à un corps de garde, lequel l'aurait utilisé pour se chauffer.

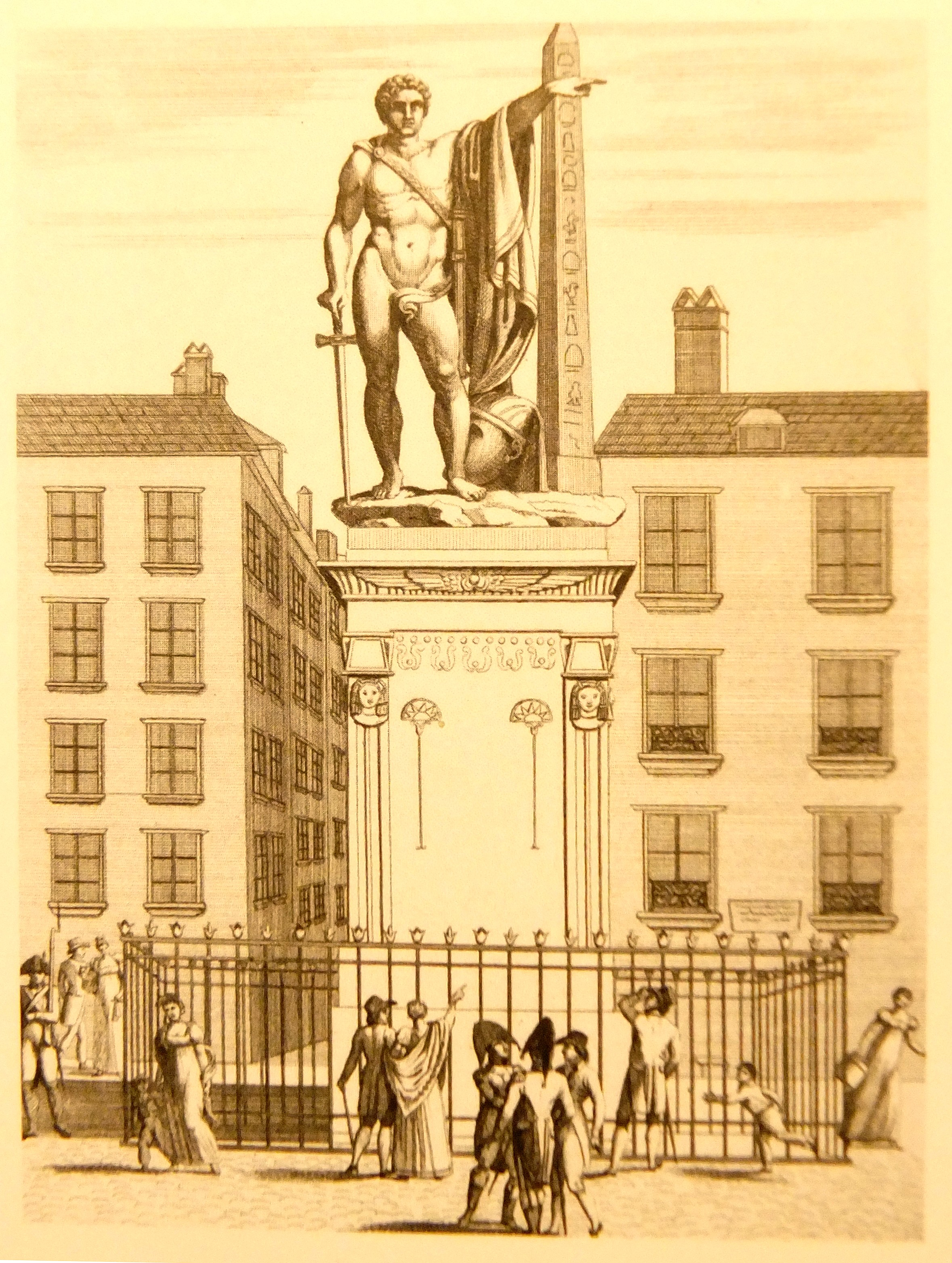
Monument érigé en l'honneur du général Desaix en 1810.

Ériger une nouvelle statue place des Victoires est l'une des premières décisions du Consulat le 25 novembre 1799. Le premier projet, présenté en 1800 à la suite des morts concomitantes de Jean-Baptiste Kléber et Louis Charles Antoine Desaix consiste en un groupe glorifiant les deux héros militaires. Le 27 septembre 1800, le premier consul Bonaparte pose la première pierre d'un édicule en forme de temple égyptien répondant à la décision d'honorer les deux hommes, mais les travaux ne se font finalement pas.
Un décret de 1802 supprime Kléber de l'œuvre, officiellement pour une raison artistique, vraisemblablement sur décision politique. La statue en bronze du général Desaix est commandée à Claude Dejoux pour érection au centre de la place, sur un piédestal mentionnant les batailles remportées par le général, dû à l'architecte Jean-Arnaud Raymond. Un premier projet représente Desaix mourant, soutenu par Mars, dieu de la Guerre, mais Bonaparte voulait un homme debout et vaillant. Le même, devenu empereur, inaugure le monument le 15 août 1810, jour de fête nationale - date de naissance de Napoléon - et religieuse - la fête de l'Assomption, après dix ans du travail d'un Dejoux vieillissant. La statue fait cinq mètres et demi de haut, sur un socle de six mètres. Les 40 tonnes de bronze proviennent de 24 pièces de canon prises à l'ennemi à la bataille d'Eylau. Le bras de Desaix désigne le sud-est, c'est-à-dire à la fois l'Italie et l'Égypte, les deux campagnes au cours desquelles il s'est illustré. Un obélisque en granit rose provenant de la collection des princes romains Albani ramené d'Italie par Bonaparte est adjoint à la composition. Dejoux choisit de représenter Desaix à l'antique, en « nu héroïque ». La nudité au milieu d'une place publique crée une polémique : les critiques reprochent au sculpteur de ne pas avoir représenté le général en uniforme français mais en gladiateur avec une épée à la romaine. La statue est cachée derrière une palissade de bois dès octobre 1810, puis définitivement retirée de la place en 1814 à la Restauration. Son bronze est refondu sous Louis XVIII, pour fabriquer la statue équestre d'Henri IV située sur le pont Neuf. L'obélisque, restitué à son propriétaire, est vendu par celui-ci en 1815 au prince Louis de Bavière.

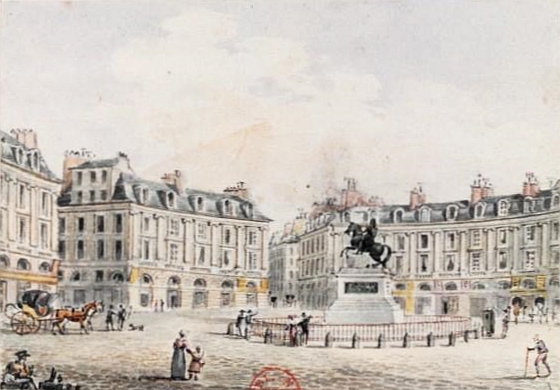
La place dans les années 1820 par Victor-Jean Nicolle (1754-1826).

#### Depuis la Restauration

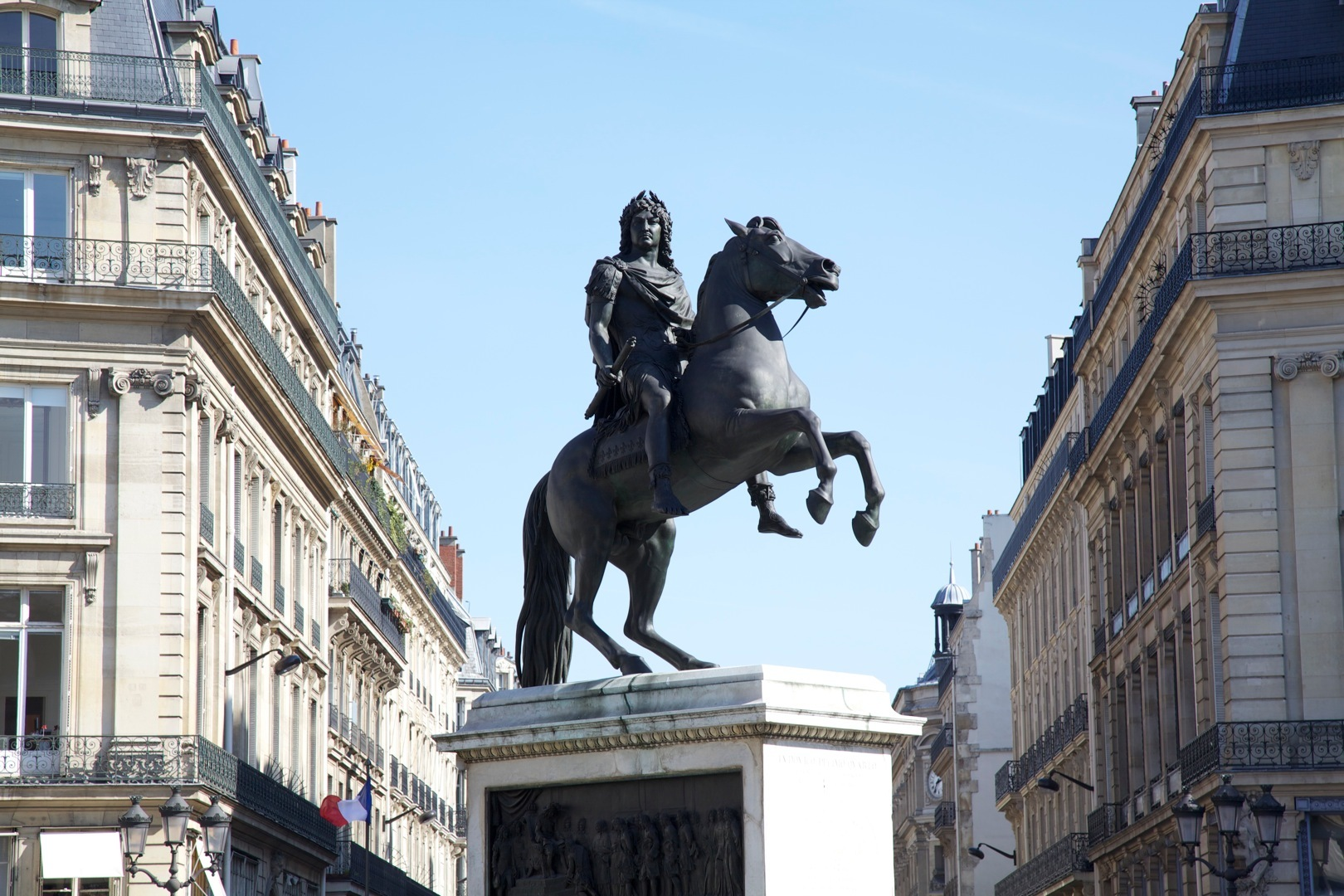
Louis XIV par Bosio.

Dès son retour à Paris, le roi Louis XVIII ordonne de rétablir à leur emplacement d'origine les statues royales de la capitale. La statue de Louis XIV est commandée en 1816  au sculpteur François-Joseph Bosio. Elle représente le roi à cheval. Pour l'attitude du cavalier et du cheval cabré, le sculpteur s'est inspiré du célèbre Cavalier de bronze de Falconet représentant le tsar Pierre le Grand à Saint-Petersbourg. D'abord prévue en marbre, on décide en 1819 que la statue serait en bronze. Elle est inaugurée le 25 août 1822, jour de la Saint-Louis. 6200 petites médailles représentant le monument sont gravées à cette occasion. La sculpture a été restaurée en 2005.

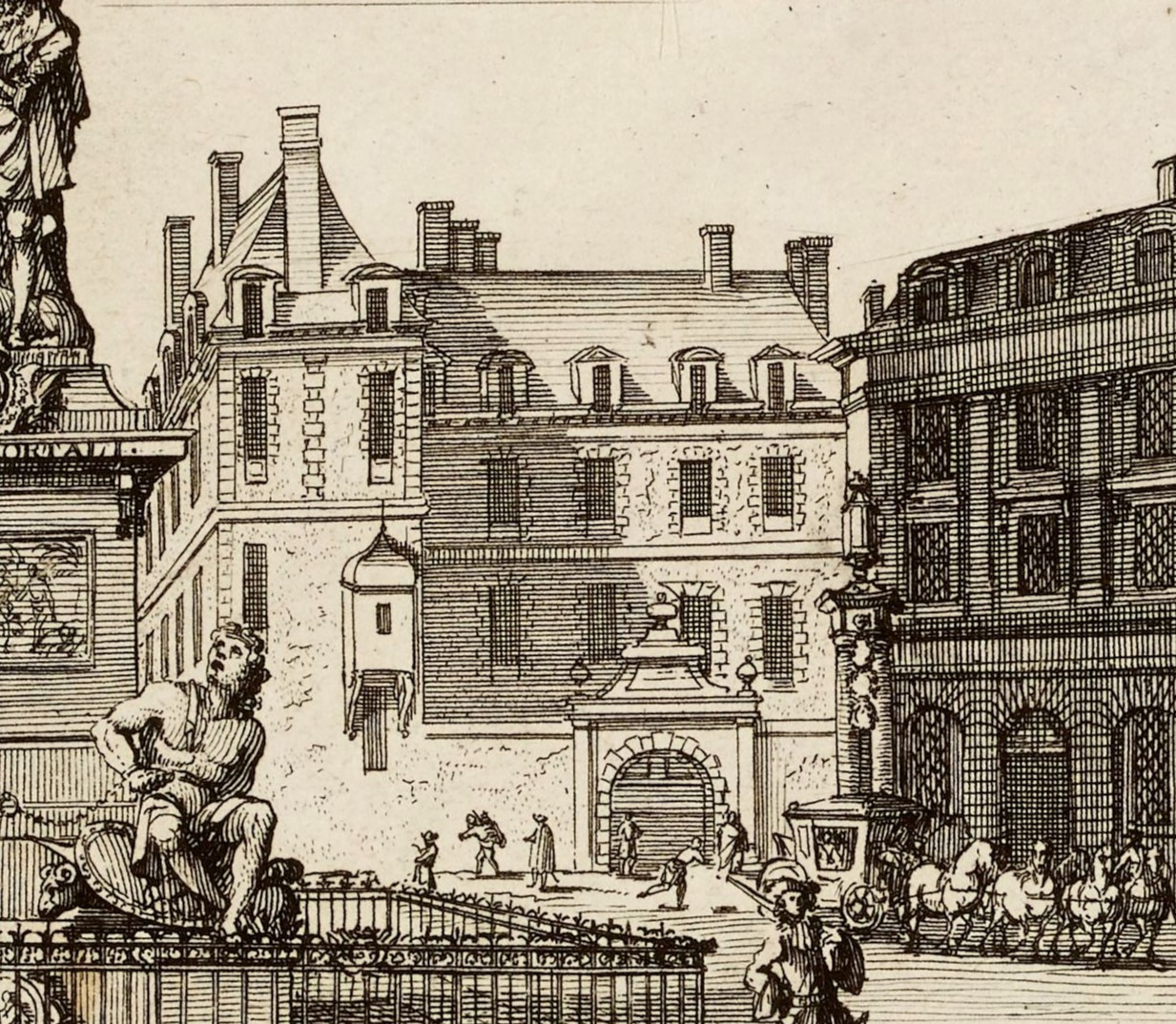
L'ancien hôtel de Massiac (détruit en 1883).

Malgré de nombreux projets de nouvelles voies de circulation qui l'auraient éventrée presque en totalité, sous le Second Empire notamment, la place demeure intacte jusqu'en 1883. A cette date, le percement de la rue Étienne-Marcel - certes moitié moins large que la Grande Rue d'Orient projetée qui devait avoir la largeur (30 m) du Boulevard de Sébastopol - fait disparaître la rue Pagevin et l'hôtel de Massiac (siège sous la Révolution du Club de l'hôtel de Massiac). Les nouveaux immeubles qui sont élevés ne respectent ni l'élévation, ni l'alignement des façades incurvées de la place. Le dernier projet, en 1913, d'élargissement de la rue Vide-Gousset et de la prolongation de la rue Notre-Dame-des-Victoires, qui prévoyait une nouvelle brèche de 18 mètres dans l'ordonnancement de Mansart, n'a pas été mis en oeuvre.

### Hôtels particuliers

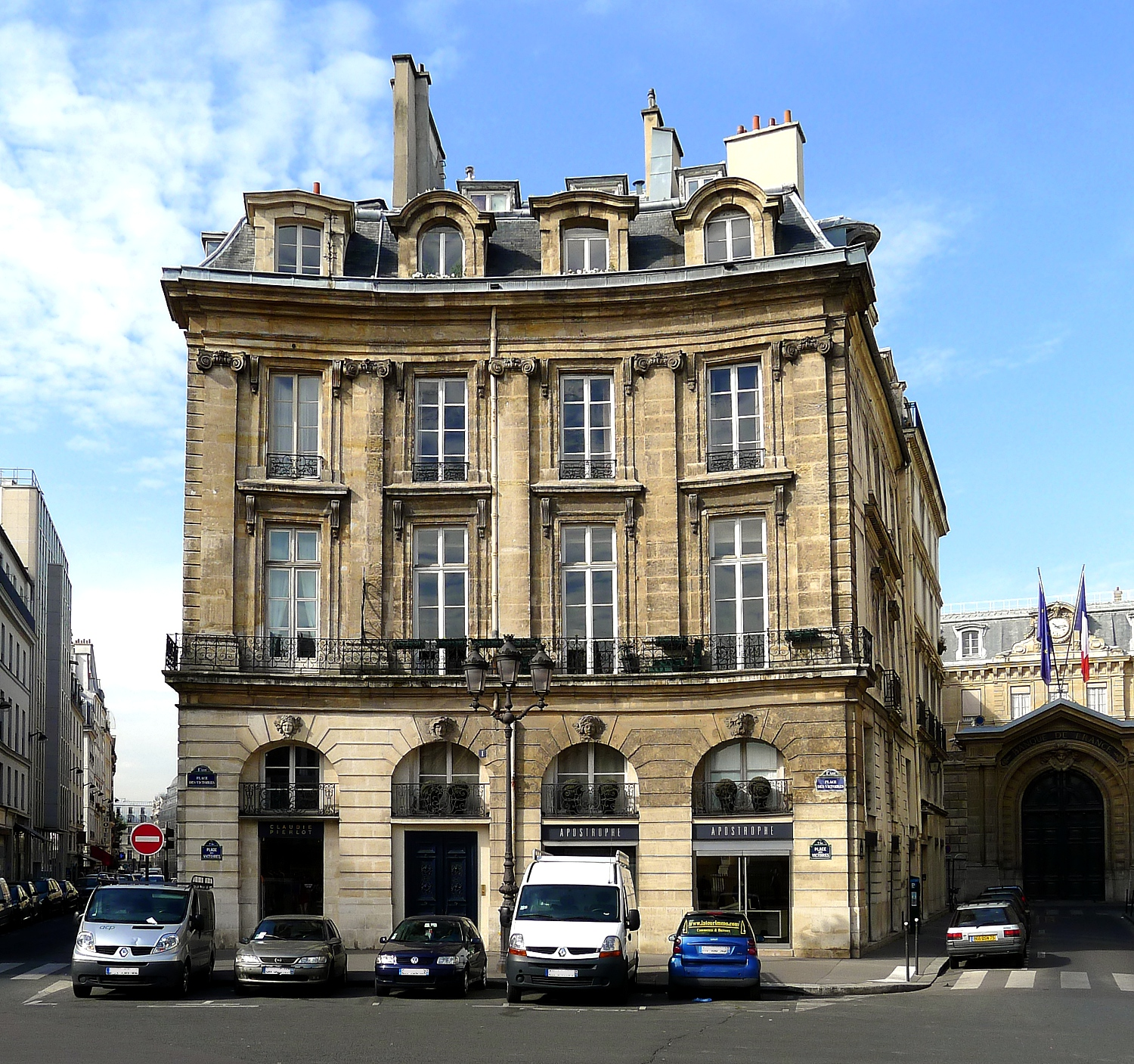
Hôtel Charlemagne, sur la place.

Les immeubles de la place sont d'anciens hôtels particuliers ou ont été bâtis comme tels :
- Côté impair :
  - no 1 : hôtel Charlemagne[18] ;
  - no 1 bis : hôtel de Montplanque[19] ;
  - no 3 : hôtel de Soyecourt[20] ;
  - no 5 : hôtel Bauyn de Péreuse[21] ;
  - n° 7 : emplacement de l'hôtel où mourut le financier Samuel Bernard, en 1739 [22], hôtel exproprié et détruit en 1883, pour le percement de la rue Étienne Marcel. Il fut reconstruit vers 1885 avec une façade raccourcie[23] ;
  - no 9 : nouvel hôtel de L'Hospital[24].

- Côté pair :
  - no 2 : hôtel Bergeret de Grancourt[25] ;
  - no 4 : hôtel Bergeret de Talmont[26] ;
  - no 4 bis : hôtel de Metz de Rosnay[27] ;
  - no 6 : hôtel de Prévenchères[28] ;
  - no 8 : hôtel Pellé de Montaleau[29] ;
  - no 10 : hôtel Gigault de La Salle[30] ;
  - no 12 : hôtel Cornette[31].

### Protection

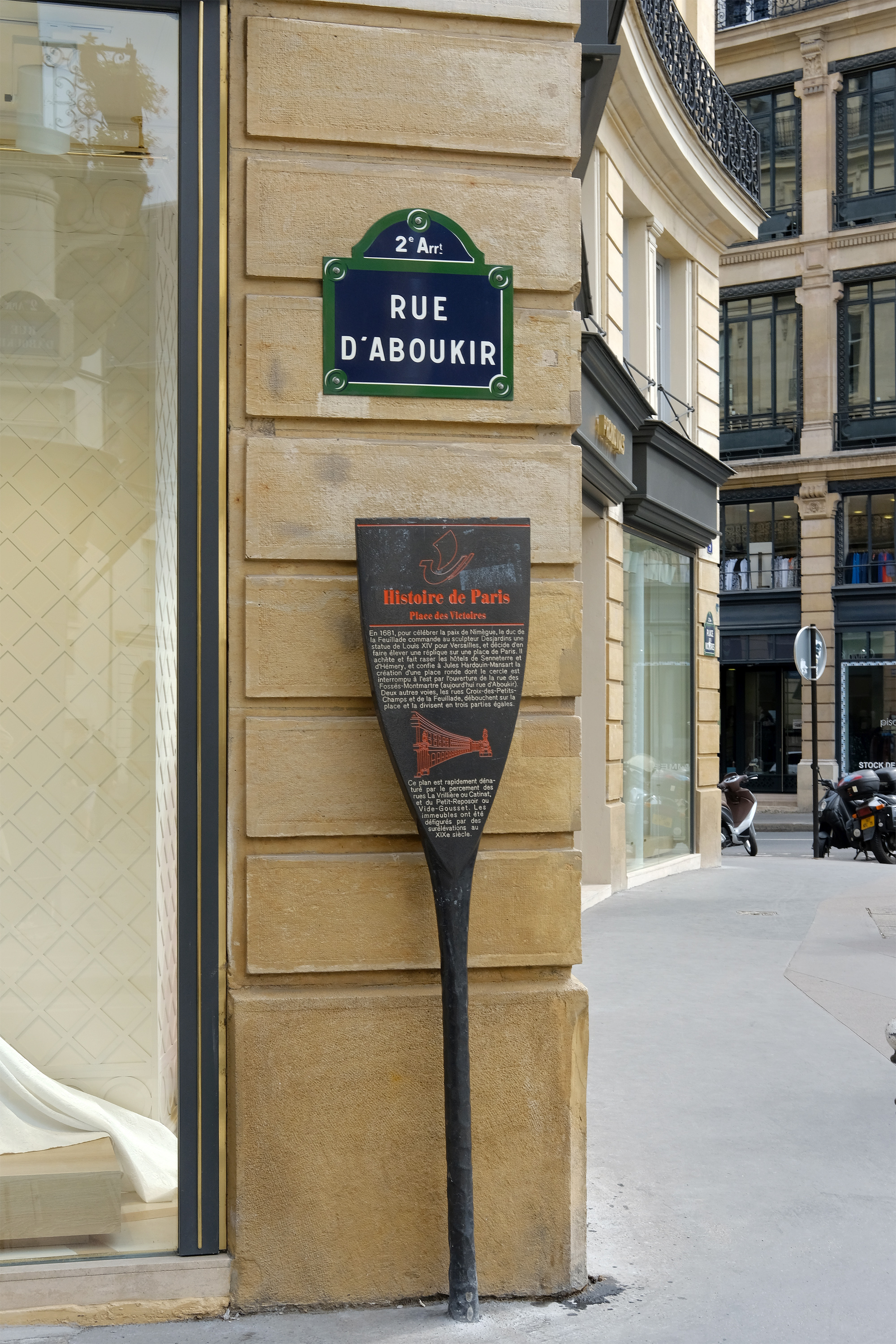
Panneau Histoire de Paris rappelant l'histoire de cette place.

Le sol de la place est classé au titre des monuments historiques en 1962. La statue de Louis XIV l'est en 1992. Les hôtels particuliers qui donnent sur la place sont également tous classés ou inscrits. Ces protections n'ayant été que tardives, l'uniformité de l'ensemble n'est plus aussi formelle qu'à l'origine ; en particulier, des surélévations ont été opérées sur plusieurs bâtiments et les constructions faites de part et d'autre de la rue Étienne-Marcel — postérieures à la création de la place mais antérieures à sa protection — et présentent un épannelage de hauteur plus élevée.
L'histoire de cette place est évoquée sur un panneau Histoire de Paris, situé à l'angle de la place et de la rue d'Aboukir.

## Évocations artistiques
- Philippe Meyer s'attache particulièrement à l'histoire et l'évolution de la place des Victoires au XXe siècle comme emblème des changements parisiens dans son livre Paris la Grande, publié en 1997[34].
- La place des Victoires offre le décor du film de René Clément en 1950 Le Château de Verre, du film de Nobuhiro Suwa, qui fait partie du projet Paris, je t'aime (2005) et apparaît également dans le film L'Arnacœur, tourné par Pascal Chaumeil en 2010, et Place des victoires en 2019, donnant par ailleurs le titre au film, l'une des premières scènes s'y déroulant.
- La place des Victoires est citée dans le film La Grande Vadrouille de Gérard Oury, lors de la scène de l’interrogatoire dans la kommandantur de Meursault.

## Pour approfondir